# Spinaria vietnamica
Spinaria vietnamica är en stekelart som beskrevs av Long och Van Achterberg 2007. Spinaria vietnamica ingår i släktet Spinaria och familjen bracksteklar. Inga underarter finns listade i Catalogue of Life.